# Chloe Webb
Chloe Webb (Manhattan, New York, 25 de junio de 1956) es una actriz estadounidense. Es conocida por protagonizar películas como Sid y Nancy (1986), Twins (1988) y Heart condition (1990). Ella ha sido nominada a los Premios Primetime Emmy, por su papel de Laurette Barber, en la serie de ABC China Besch y por su rol de Monica Gallagher en la comedia dramática Shameless.

## Biografía

### Primeros años
Webb nació en la Greenwich Village, un área residencial en el lado oeste de Manhattan en la ciudad de Nueva York y vivió en varias ciudades de la costa este, debido a que su padre trabajaba como diseñador de puentes y carreteras, y se mudaban constantemente. Pasó mucho tiempo con su abuela, que residía en la ciudad de Nueva York. Asistió a una escuela católica para niñas, antes de matricularse en un conservatorio de Boston y más tarde, en el Berklee College of Music. Originalmente, Webb siguió su pasión por el canto y comenzó a cantar en los bares de Nueva York, pero se dio cuenta de que a pesar de que era una apasionada en el canto, ella se decidió dedicarse a la actuación.

### Años 1980
En abril de 1982, Webb se unió Forbidden Broadway, una revista de Off-Broadway, haciendo parodias de teatro musical, en especial los musicales del circuito de Broadway. En 1986, hizo su debut en el cine, en el film del cineasta británico Alex Cox, Sid & Nancy, junto a Gary Oldman como Sid Vicious y Webb como la groupie adicta la heroína Nancy Spungen. Por su actuación, obtuvo premios como mejor actriz, por la National Society of Film Critics, la Boston Society of Film Critics y la San Francisco Film Critics Circle. Luego le siguieron papeles secundarios como la enajenada novia de alta sociedad en el drama de 1987 dirigido por Peter Greenaway El vientre del arquitecto, junto a Brian Dennehy.
Por ese periodo, interpretaría a Paoli, una joven de Pensilvania con sueños de convertirse en una cantante de éxito en la serie dramática de televisión China Beach de la cadena ABC. En esta serie, Webb apareció en sólo siete episodios. En 1988, interpretó a la novia excéntrica de Danny DeVito, en la película cómica de Ivan Reitman, Twins, también con el protagónico de Arnold Schwarzenegger y un cameo como una mujer convencida de que había sido secuestrada por extraterrestres en Los cazafantasmas 2 (1989). En los intervalos entre papeles en películas y series de televisión, Webb apareció con frecuencia en varias producciones teatrales en Los Ángeles: The House of Blue Leaves, por la que ganó un premio teatral, y The Model Apartment, por la que ganó un premio del Los Angeles Drama Critics Circle Award.

### Años 1990
En 1990, Webb coprotagonizó el film Heart Condition, junto a Denzel Washington and Bob Hoskins. En 1991, interpretó el papel de una peluquera en la comedia Queens Logic.
En ese mismo año, Webb interpretó a una mujer con una discapacidad de desarrollo que gana la lotería, pero su fortuna lleva a la tensión entre su madre y su hermana en la película para televisión Lucky Day de ABC. Después realizaría otros papeles como la de una trabajadora de la Cruz Roja, en la película de drama australiana Silent Cries (1993), con Debra Winger en el film A Dangerous Woman (1993). También participaría en mini-series como la excéntrica Mona Ramsey en Tales of the City (1993) de Stephen Gyllenhaal. Otros papeles en esta década son: como la amiga de Annette Bening en Love Affair de 1994, el remake de la película de 1939 del mismo nombre; amiga del personaje de Robin Wright en She's So Lovely y como Carla, la amiga de Sandra Bullock en Practical Magic, (1998).

### Años 2000
El nuevo siglo, encontró Webb asumiendo apariciones en varias series de televisión, entre ellas: Judging Amy (2000), House M.D. (2005), Two and a Half Men (2005), Medium (2005) y CSI: Crime Scene Investigation (2008). Webb se reunió nuevamente con Alex Cox en 2009, para su película Repo Chick; donde interpretó a la hermana Duncan.

### Años 2010
El papel más reciente de Webb ha sido como Monica Gallagher, exesposa del personaje de William H. Macy, en la serie de televisión de comedia dramática Shameless; por lo que le valió una nominación a los Critics' Choice Television Award for Best Guest Performer in a Drama Series.

## Filmografía

### Televisión
| Año       | Título                       | Personaje               | Notas |
| --------- | ---------------------------- | ----------------------- | --- |
| 1983      | Con temple de acero          | Secretaria              | Episodio: «Steele, lejos conmigo: Parte 1» |
| 1986      | Mary                         | Actriz                  | Episodio: «Saliendo con Mary Brenner» |
| 1988      | Playa infernal               | Laurette Barber         | 7 episodios Nominada - Primetime Emmy a la mejor actriz invitada - Serie dramática                                                                           |
| 1986      | Sid and Nancy                | Nancy Spungen           | National Society of Film Critics como mejor actriz Boston Society of Film Critics Award for Best Actress New York Film Critics Circle Award for Best Actress |
| 1991      | Lucky Day                    | Allison                 | Película de televisión |
| 1993      | Tales of the City            | Mona Ramsey             | Miniserie |
| 2001      | El rigor de la frontera      | Sophie                  | Película de televisión |
| 2003      | Judging Amy                  | Mrs. Goodman            | Episodio: «Trucos del oficio» |
| 2005      | Dr. House                    | Cora                    | Episodio: «DNR» |
| 2005      | Dos hombres y medio          | Trudy                   | Episodio: «Esa vieja bolsa de manguera es mi madre» |
| 2005      | Medium                       | Margaret Folsom         | Episodio: «Tiempo fuera de la mente» |
| 2008      | CSI: En la escena del crimen | Evelyn Polychronopolous | Episodio: «La teoría de todo» |
| 2011–2015 | Shameless                    | Monica Gallagher        | 13 episodios Nominatea - Critics' Choice Television Award for Best Guest Performer in a Drama Series(2012)                                                   |

### Películas
| Año  | Título                    | Personaje                        | Observaciones       |
| ---- | ------------------------- | -------------------------------- | ------------------- |
| 1987 | El vientre del arquitecto | Louisa Kracklite                 |                     |
| 1988 | Gemelos                   | Linda Mason                      |                     |
| 1989 | Los cazafantasmas 2       | Elaine                           | Apariencia de cameo |
| 1990 | Heart Condition           | Crystal Gerrity                  |                     |
| 1991 | Queens Logic              | Patricia                         |                     |
| 1993 | Segundos de suerte        | Empleada de tienda               | Apariencia de cameo |
| 1993 | Silent Cries              | Dinki Denk                       |                     |
| 1993 | Heart and Souls           | Paciente en la sala psiquiátrica | Apariencia de cameo |
| 1993 | A Dangerous Woman         | Birdy                            |                     |
| 1994 | Love Affair               | Tina Wilson                      |                     |
| 1997 | Cuando vuelve el amor     | Nancy Swearingen                 |                     |
| 1998 | The Newton Boys           | Avis Glasscock                   |                     |
| 1998 | Hechizo de amor           | Carla                            |                     |
| 2009 | Repo Chick                | Hermana Duncan                   |                     |
| 2020 | Wish Upon a Unicorn       | Rose                             |                     |